# Гієратит
Гієратит (рос. гиератит; англ. hieratite; нім. Hieratit m) — силікофлуорид калію острівної будови.

## Етимологія та історія
За назвою острова, де було вперше виявлено мінерал — острів Вулькано, який греки знали за ім'ям Гіра (Hiera).

## Загальний опис
Хімічна формула: К2[SiF6]. Склад у %: K — 35,5; Si — 12,74; F — 51,76.
Сингонія кубічна.
Кристали кубооктаедричні й октаедричні, також сталактити. Губчастий до щільного.
Спайність досконала.
Густина 2,66.
Твердість 2,5.
Безбарвний до білого. Прозорий. Блиск скляний. Ізотропний.
Зустрічається у фумарольних відкладах о-ва Вулкано (Ліпарські острови) разом з сасоліном, мірабілітом, глауберитом, реальгаром і різними галунами, а також на Везувії (Італія) з авогадритом.